# Дубрава (Липецкая область)
Дубра́ва — деревня Телелюйского сельсовета Грязинского района Липецкой области. Расположена у станции Прибытково железнодорожной линии Грязи — Воронеж.
Название — по небольшому участку леса.

## История
Посёлок Дубрава был образован в 1923 году в истоке небольшой степной речки, на которой также расположен посёлок Светлая Поляна. 
По переписи 1926 года в посёлке Грязинской волости Липецкого уезда Тамбовской губернии было 13 дворов русских и 74 жителя (36 мужчин, 38 женщин). По спискам сельскохозяйственного налога на 1928/1929 годы в посёлке Дубрава, вошедшем в состав Телелюйского сельсовета Грязинского района Козловского округа ЦЧО, было 15 хозяйств и 94 жителя.
До войны здесь насчитывалось 14 дворов.

## Население
| 2009 | 2010 | 2013 |
| ---- | ---- | ---- |
| 5    | ↘4   | →4   |

В 2002 году население деревни составляло 3 человека, все русские.
В 2010 году — 4 жителя (4 мужчины, 0 женщин).